# Marcos Arruda
Marcos Arruda es un economista y educador brasileño que trabaja como coordinador de Políticas Alternativas Para o Cone Sul (PACS) e investigador asociado del Transnational Institute.

## Breve biografía profesional
Marcos Arruda, coordinador de Políticas Alternativas Para o Cone Sul (PACS), una organización de Río de Janeiro, e investigador asociado del Transnational Institute, es economista y educador. Trabaja muy de cerca con movimientos obreros y cooperativos brasileños, como asesor de gobiernos locales y del Partido de los Trabajadores (PT) en su región, y como dinamizador del taller virtual sobre Socioeconomía Solidaria de la Alianza para un Mundo Responsable, Plural y Solidario. Participa asimismo en la Red Brasileña por la Integración de los Pueblos sobre cuestiones relacionadas con el Acuerdo de Libre Comercio de América del Norte (ALCAN), el Mercosur, el Área de Libre Comercio de las Américas (ALCA) y la Organización Mundial del Comercio (OMC). Colabora con la Red Brasileña sobre Instituciones Financieras Multilaterales y es coordinador de la Campaña Jubileo 2000 en Brasil.